# 阿诺德·沃尔芬代尔
阿诺德·惠特克·沃尔芬代尔爵士, FRS（1927年06月25日—） ，英国物理学家和天文学家，他曾经在1991年到1995年之间担任过皇家天文学家，以及1999年到2001年之间担任欧洲物理学会的会长
。他现在是杜伦大学的荣退教授。

## 生平
在他只有18个月大的时候他随他的家人搬到了大曼彻斯特郡，他在曼彻斯特长大。1948年，沃尔芬代尔从曼彻斯特维多利亚大学以物理学士学位毕业，之后在1953年拿到了博士学位。1956年沃尔芬代尔离开曼彻斯特，追随乔治·罗切斯特前往杜伦，他在那里从1962年开始担任教授职位直到1992年退休。他现在依然是杜伦大学的荣誉退休教授和范·密尔德特学院的院士。1970年布加勒斯特大学授予他荣誉博士学位。他分别在1973年和1977年被选为皇家天文学会院士和皇家学会院士。他也曾在香港大学拥有过学术职位。
沃尔芬代尔爵士一直没有停下过学术研究的步伐，在接近90岁高龄的时候依然有重要的宇宙学的学术贡献发表

## 奖项和荣誉
沃尔芬代尔担任过全英国和全欧洲物理学界几个最具有荣誉性的职位。从1981年开始他是英国皇家天文学会的会长直至任期届满。在1991年沃尔芬代尔被英女王伊丽莎白二世任命为皇家天文学家和女王陛下的学术顾问直到1995年辞职，马丁·里斯接替了他这一职位。他在1995年被册封为贵族，获封下级勋位爵士。在1994年，他被选为英国物理学会会长，直至1996年任期届满退职。他在1996年获得了大不列颠皇家研究院的实验物理学教授这一荣誉职位，并且在1999年到2001年之间担任欧洲物理学会的会长。